# Ignacije Josip III. Younan
Ignacije Efrem Josip III. Younan (Al-Hasak, 15. studenoga 1944.), primas Sirske katoličke Crkva, patrijarh Antiohije i svega Istoka Sirijskog.

## Životopis
Efrem Josip Younan je rođen u gradu Al-Hasak, Sirija, 15. studenoga 1944. Za svećenika je zaređen 12. rujna 1971. Bio je upravitelj sjemeništa Charfetu, dvije godine, upravitelj kateheze biskupije Hasak u razdoblju od sedam godina te župnik crkve Navještenja u Beirutu do 1986. godine.
Godine 1986. poslan je u SAD za uspostavu misije za sirijske katoličke vjernike. Osnovao je 1991. misije u Newarku (New Jersey) (Gospe od Oslobođenja) te u North Hollywoodu (Svetog Srca) i u San Diegu (Majke trajne Pomoći) 1994.
6. studenoga 1995. godine, papa Ivan Pavao II. je uzvisio Sirsku katoličku biskupiju (eparhiju) Gospe od Oslobođenja u Newarku za sve sirijske katolike u Sjedinjenim Američkim Državama i Kanadi, a imenuje Efrema Josip Younana prvi, 6. studenog 1995., eparhom (biskupom). Posvetio ga je za biskupa 7. siječnja 1996. godine, Ignacije Antonije II. Hayyek i služio je u SAD-u do njegova izbora za primasa i patrijarha Sirijske katoličke Crkve, dana 20. siječnja 2009. Dva dana nakon papa Benedikt XVI. je odobrio tu odluku, davši mu Crkveno zajedništvo, u skladu s Kanonom 76., stavkom 2. zakona o kanonu istočnih Crkava. Patrijarh Ignacije Josip III. Younan je slavio misu po zapadnosirskom obredu u Bazilici svete Marije Velike u Rimu, što je znak tog zajedništva. 15. veljače 2009. svečano je ustoličen za antiohijskog patrijarha.
Uz kardinala Leonarda Sandrija, pročelnik Kongregacije za Istočne Crkve, patrijarh Ignacije Josip III. Younan služio je kao dopredsjednik, na Posebnoj skupštini Biskupske sinode za Bliski Istok u Vatikanu, listopada 2010. Patrijarh Ignacije Josip III. Younan je bio vrlo aktivan u zahtjevu za beatifikaciju biskupa (eparha) i mučenika Flavija Mihaela Melkija.
U više navrata je pozivao Zapadne zemlje da ne podržavaju pobunjenike u Siriji "samo kako bi pao režim Assada" te da se pronađe neki drugi način za rješavanje sukoba. Također je osudio ne dovoljnu brigu o bliskoistočnim kršćanima.

## Galerija
- Ignacije Josip III., 20. veljače 2017.

## Vanjske poveznice
- Nadbiskup Ignacije Josip III. Younan. Catholic-Hierarchy.org. Pristupljeno 27. siječnja 2009.